# 뮌스터 응용학문대학
뮌스터 응용학문대학(Fachhochschule Münster)은 독일 노르트라인베스트팔렌주 뮌스터와 슈타인푸르트에 있는 응용학문대학이다. 1971년에 설립되어 약 만 명의 학생들이 12개의 전공계열에서 공부하고 있으며 독일에서 4번째로 큰 응용학문대학이다.

## 역사
뮌스터 응용학문대학은 이전에 존재하던 8개의 기관과 새롭게 설립된 경제사회학부가 새로운 하나의 대학으로 합병되면서 1971년에 설립되었다. 이 시기에는 약 2300명의 학생들이 등록이 되어 있어 독일에서 작은 규모의 응용학문대학에 속했다. 대학은 뮌스터 시 안에 있는 수많은 건물들로 나뉘어 져있었고 시내에 있었던 이전의 건축학교의 건물들도 사용했었다. 몇년이 지나(1974년) 기펜베커 길(Gievenbecker Weg)에 설계(현재는 레오나르도 캠퍼스에 위치), 건축, 경영학을 위한 대학본부가 생겨났다. 현재 이곳에는 건축학, 가정경제학과가 자리잡고 있다.